# Martín Urra
Martín Urra (8 febbraio 1931 – Pasay, 11 settembre 2002) è stato un cestista filippino.

## Carriera
Con le Filippine ha disputato i Giochi olimpici di Melbourne 1956, giocando 8 partite.